# Deutsche Meisterschaft im Straßenrennen 1951 (Amateure)
Die Deutsche Meisterschaft im Straßenrennen der Amateure 1951 wurde am 29. Juli in Bielefeld als Eintagesrennen ausgetragen. Die Strecke war 254 Kilometer lang. Sieger wurde Horst Holzmann.

## Rennverlauf
Am Start in Bielefeld waren mehr als 120 Radrennfahrer aus Vereinen des Bundes Deutscher Radfahrer.
Der Kurs führte von Bielefeld Richtung Teutoburger Wald und zurück in das Zentrum von Bielefeld. Mit 254 Kilometern war das Rennen für Amateure sehr lang. Viele Fahrer gaben vorzeitig auf. Aus einer Spitzengruppe von vier Fahrern setzte sich Horst Holzmann kurz vor dem Ziel ab und gewann als Solist.

## Ergebnis
|     | Fahrer             | Ort               | Zeit (h)        |
| --- | ------------------ | ----------------- | --------------- |
| 01. | Horst Holzmann     | Frankfurt am Main | 7:47:00         |
| 02. | Wolfgang Grupe     | Hannover          | + 02:25 Minuten |
| 03. | Edi Ziegler        | Schweinfurt       | + 03:50 Minuten |
| 04. | Tietze             | Erlangen          | gl. Zeit        |
| 05. | Paul Jagodzinski   | Fröndenberg/Ruhr  | + 06:16 Minuten |
| 06. | Hans von Milkowski | Dortmund          | gl. Zeit        |
| 0 … |                    |                   |                 |